# Wendell Cherry
Wendell Cherry (* 25. September 1935 in Horse Cave, Hart County; † 16. Juli 1991 in Louisville) war ein US-amerikanischer Rechtsanwalt, Unternehmer, Kunstsammler und Mäzen. Das von ihm mitbegründete Unternehmen Humana Inc. wuchs unter seiner Leitung zum größten Krankenhausbetreiber der Vereinigten Staaten. Zudem baute er in den 1980er Jahren eine der bedeutendsten Kunstsammlungen des Landes auf.

## Leben

### Jugend und Ausbildung
Wendell Cherry kam 1935 als Sohn des Lebensmittelgroßhändlers Layman S. Cherry und seiner Frau Geneva (geborene Spillman) in Horse Cave, einer ländlichen Gemeinde in Kentucky, zur Welt. Seine Geschwister waren Ruth Ann, Layman Jr. und Sue Allen Cherry. In Horse Cave besuchte er bis 1953 die Caverna High School, bevor er an die University of Kentucky in Lexington wechselte. Hier studierte er zunächst Betriebswirtschaftslehre und schloss das Studium 1957 mit einem Bachelor ab. Das Anschlussstudium der Rechtswissenschaft beendete er 1959 mit dem Bachelor of Laws. Während dieser Zeit arbeitete er als Chefredakteur der Fachzeitschrift Kentucky Law Journal. Anschließend unterrichtete er Betriebswirtschaftslehre an der University of Louisville und arbeitete als Rechtsanwalt in Louisville. Dort lernte er 1960 seinen späteren Geschäftspartner und langjährigen Freund David A. Jones (* 1932) kennen.

### Die Familie
Wendell Cherry war in erster Ehe mit der aus Munfordville stammenden Mary Elizabeth Baird verheiratet. Aus dieser Beziehung gingen die Kinder Angela, Alison, Andrew und Hagan hervor. In zweiter Ehe heiratete er die aus New York stammende Innenarchitektin Dorothy Morton (geborene O’Connell), die drei Kinder mit in die Ehe brachte. Das Paar wohnte in Louisville und New York.

### Der Aufstieg zum Unternehmer und Millionär
Wendell Cherry und David A. Jones gründeten 1961 das Unternehmen Extendicare Inc. in Louisville. Die Firmengründer betrieben zunächst ein Pflegeheim in Kentucky, dem weitere Einrichtungen dieser Art in zahlreichen anderen US-Bundesstaaten folgten. Wendell Cherry fungierte zunächst als Präsident der Firma, anschließend als stellvertretender Vorsitzender des Vorstandes. Das Unternehmen expandierte später in den Krankenhausbereich und wuchs zum größten Krankenhausbetreiber der USA. Beim Börsenstart des Unternehmens im Januar 1968 betrug der Ausgabepreis je Aktie acht Dollar und stieg innerhalb von zehn Monaten auf 50 Dollar. Das Vermögen von Wendell Cherry und David A. Jones, die jeweils 100.000 Aktien des Unternehmens hielten, wuchs so innerhalb dieser kurzen Zeit auf mehrere Millionen Dollar an.
1972 trennte sich die Firma von ihren inzwischen 41 Pflegeheimen, die Umbenennung in Humana Inc. folgte 1974. Unter der Leitung von Wendell Cherry stieg das Unternehmen in den 1980er Jahren in den Markt für Krankenversicherungen ein. Die Zahl der von Humana Inc. betriebenen Krankenhäuser stieg auf über 90 und der Jahresumsatz auf über 2,5 Milliarden Dollar. Für den Bau der neuen Firmenzentrale in Louisville beauftragte Humana Inc. den Architekten Michael Graves, dessen Humana Building, ein Hochhaus im Stil der Postmoderne, 1985 eröffnet wurde.

### Der Förderer des Sports
Der sportbegeisterte Wendell Cherry gehörte in den 1960er Jahren zu einer Gruppe von Bürgern aus Louisville, die den später als Muhammad Ali bekannten Schwergewichtsboxer unterstützen. Cherry arbeitete als Jurist für diese Gruppe, die Sponsorengelder für den aus Louisville stammenden, damals noch unter dem Namen Cassius Clay kämpfenden Boxer sammelte.
1969 erwarb Cherry zusammen mit seinem Freund David A. Jones sowie Bill DeWitt, Stuart Jay, John Brown, Jr. und Mike Storen das Basketballteam Kentucky Colonels. Bevor er seine Anteile 1973 wieder verkaufte, hatte er für einige Zeit das Amt des Präsidenten der American Basketball Association inne.

### Der Kunstsammler
Das amerikanische Kunstmagazin Arts & Antiques stufte Wendell Cherry 1985 unter den 100 wichtigsten Kunstsammlern der Vereinigten Staaten ein. Der Ruf dieser Sammlung entstand nicht nur wegen der Qualität der Werke, sondern auch für die teilweise sehr hohen Preise, die Cherry für diese Bilder bezahlte und beim späteren Verkauf erzielte. Einen Rekord stellt hierbei Pablo Picassos Selbstbildnis Yo, Picasso dar. Cherry kaufte das Bild 1981 bei einer Versteigerung im Auktionshaus Sotheby’s für 5,3 Millionen Dollar – seinerzeit der höchste je für Picasso-Gemälde gezahlte Betrag. Dasselbe Bild gab Cherry im Mai 1989 wiederum bei Sotheby’s zur Auktion und erhielt vom Meistbietenden, den griechischen Reeder Stavros Niarchos, 47,9 Millionen Dollar – erneut der höchste Preis für ein Werk Picassos und zudem der zweithöchste je für ein Kunstwerk bezahlte Preis.
Zu den weiteren Spitzenwerken der Sammlung gehörten überwiegend Gemälde der französischen Impressionisten, österreichischer Maler des Fin de siècle und Arbeiten der Klassischen Moderne. Hierzu zählten La chanson du chien von Edgar Degas und Rosen in einer Glasvase von Édouard Manet ebenso wie Dame mit Fächer von Gustav Klimt und Liebespaar von Egon Schiele oder Jeanne Hébuterne (devant une porte) von Amedeo Modigliani, Vier Mädchen auf einer Brücke von Edvard Munch und Le chasseur de chez Maxim’s von Chaim Soutine.
Darüber hinaus gab es in der Sammlung Wendell Cherry Werke amerikanischer Künstler wie Spanish Dancer von John Singer Sargent oder einzelne Arbeiten früherer europäischer Schulen wie Juive d’Alger von Jean-Baptiste Camille Corot oder das Stillleben mit Blumen in einem Korb mit zwei Schmetterlingen, einer Libelle, eine Fliege und einem Käfer des Barockmalers Gerard van Spaendonck. Weiterhin sammelte Cherry gemeinsam mit seiner Frau Dorothy Möbel des 18. Jahrhunderts und andere Arbeiten des Kunsthandwerks, mit denen sie ihre Wohnungen ausstatteten. Nachdem Wendell Cherry 1991 gestorben war, gaben seine Erben 1994 große Teile der Kunstsammlung zur Auktion. In den Folgejahren gelangten weitere Werke der Sammlung auf den Kunstmarkt.

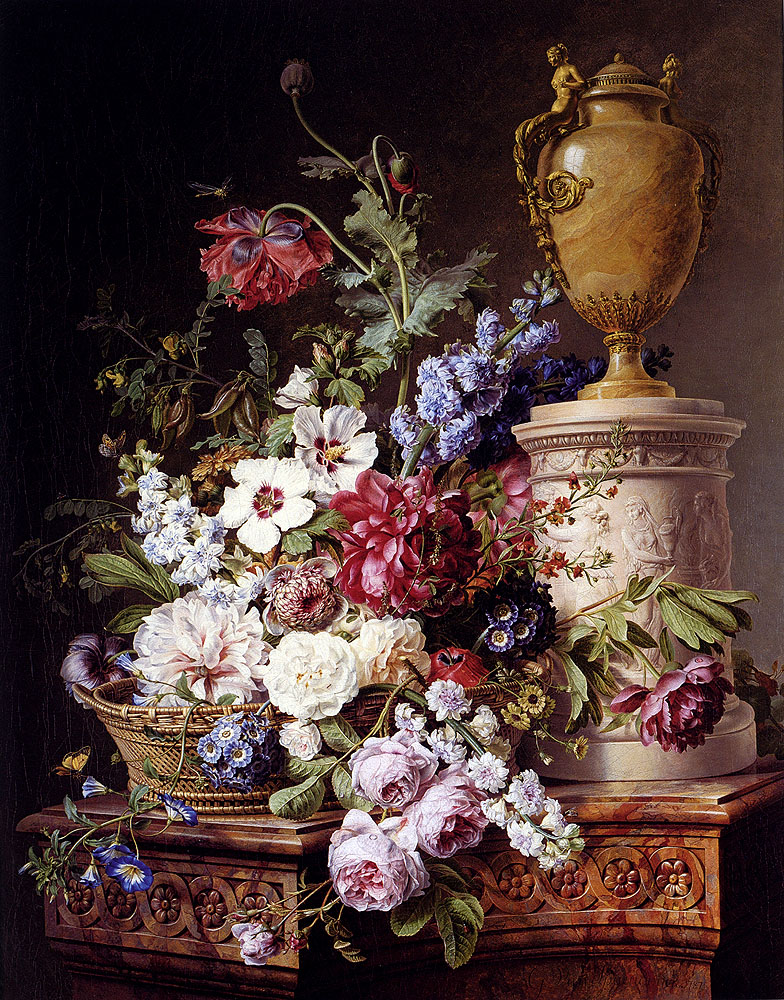
Gerard Van Spaendonck: Stillleben mit Blumen in einem Korb mit zwei Schmetterlingen, einer Libelle, eine Fliege und einem Käfer, 1787, Privatsammlung
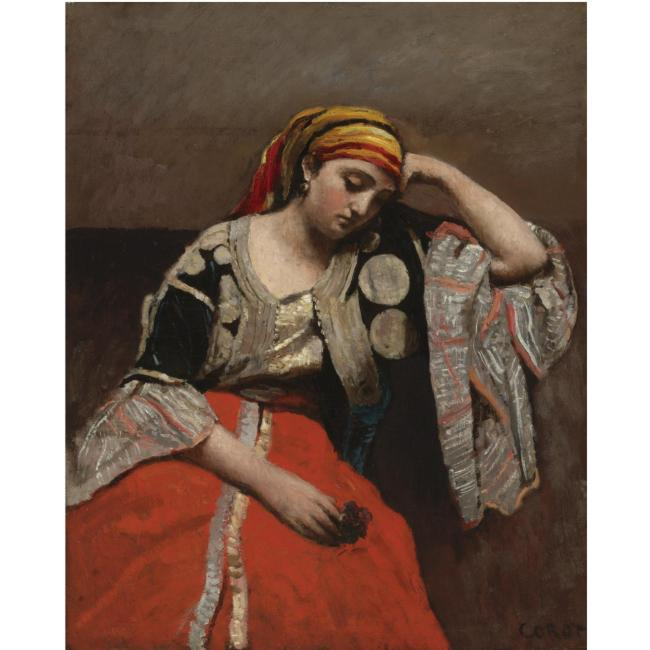
Jean-Baptiste-Camille Corot: Juive d’Alger, um 1870, Privatsammlung
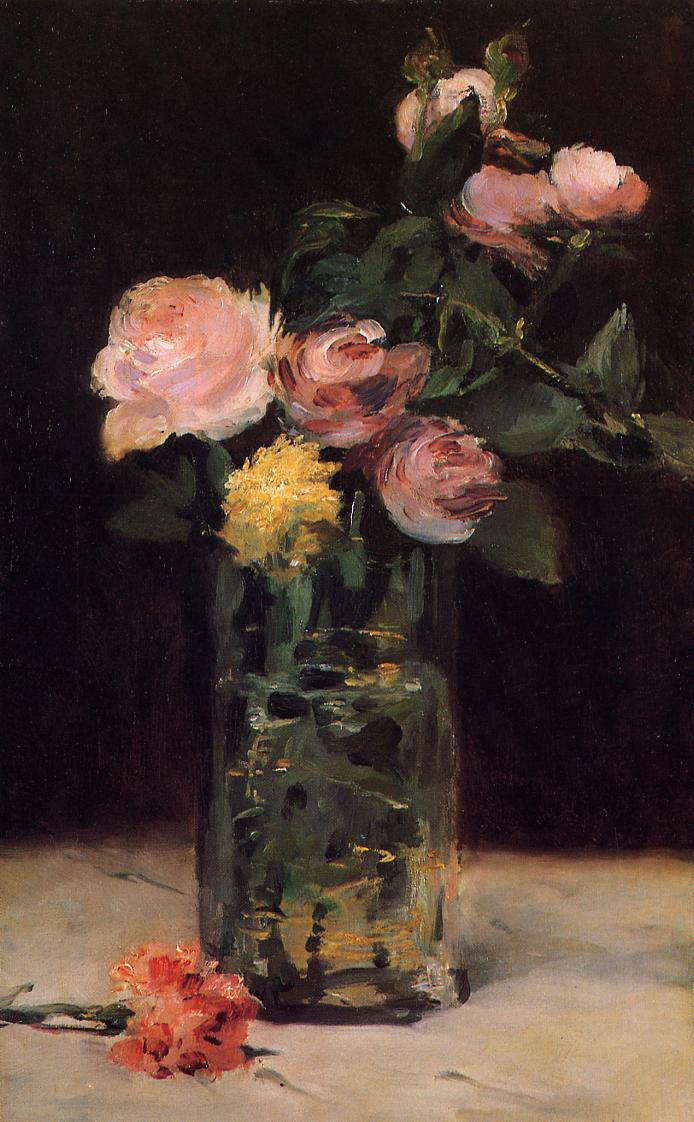
Édouard Manet: Rosen in einer Glasvase, 1883, Privatsammlung
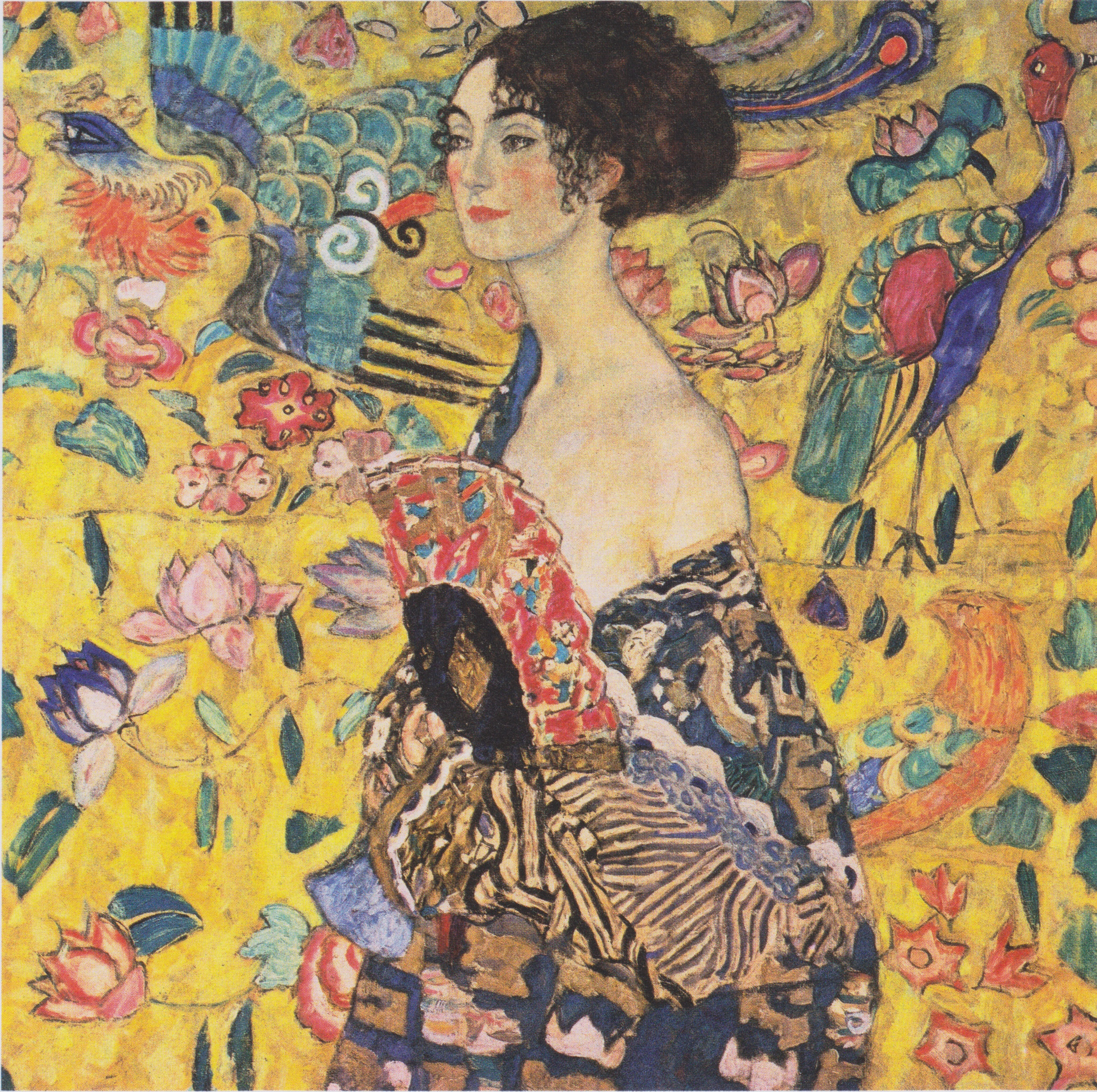
Gustav Klimt: Dame mit Fächer, 1917–18, Privatsammlung
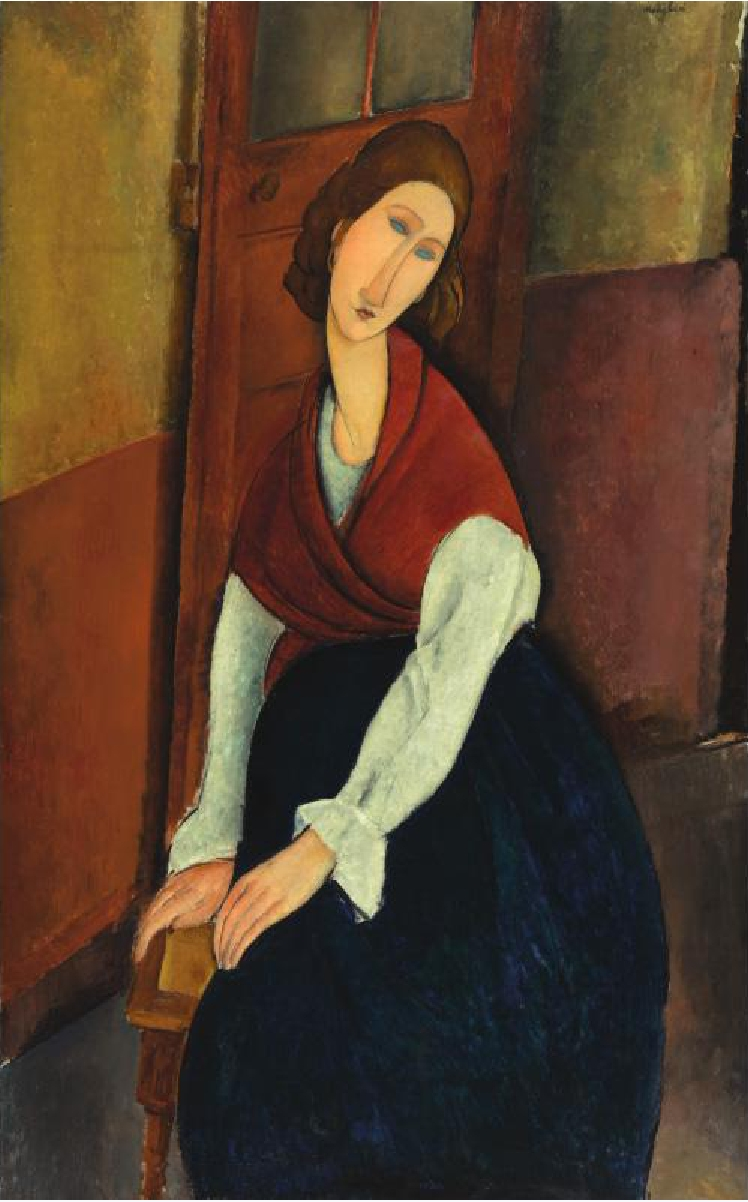
Amedeo Modigliani: Jeanne Hébuterne, 1919, Privatsammlung

### Der Mäzen
Den breit gefächerten Interessen entsprechend, engagierte sich Wendell Cherry für sehr unterschiedlichen Institutionen. So stiftete er 1990 dem Speed Art Museum in Louisville, dessen Vorstand er angehörte, das Gemälde Funeral of a Mummy des amerikanischen Malers Frederick Arthur Bridgman. Er gehörte zu treibenden Kräften, die die Errichtung des 1983 eröffneten Kentucky Center for the Performing Arts unterstützten. Von 1980 bis 1987 stand er dieser Einrichtung als Vorstandsvorsitzender (board chairman) vor. Zusammen mit seiner Frau Dorothy und einem weiteren Stifter übergab er dieser Einrichtung das Gemälde Rite of Passage von Malcolm Morley. Dieselbe Institution erhielt von den Eheleuten Cherry zusammen mit dem befreundeten Paar Betty and David A. Jones die 1972 entstandene Skulptur Personnage des Spaniers Joan Miró als Geschenk.
Im Bereich der Wissenschaften stiftete er dem College of Law der University of Kentucky 100.000 US-Dollar, die damit den nach ihm benannten Lehrstuhl H. Wendell Cherry Professor of Law einrichtete. Sein Andenken sind zudem zwei Lehrstühle in Medizin an der University of Louisville gewidmet. An der dortigen School of Medicine erinnern an ihn der Wendell Cherry Chair in Clinical Trial Research und der The Wendell Cherry Chair in Cancer Translational Research.